# Johann Obiang
Johann Serge Obiang (Le Blanc, 5 de julho de 1993) é um futebolista profissional franco-gabonense que atua como defensor.

## Carreira
Johann Obiang fez parte do elenco da Seleção Gabonense de Futebol na Campeonato Africano das Nações de 2017.